# العلاقات الأنغولية الفانواتية
العلاقات الأنغولية الفانواتية هي العلاقات الثنائية التي تجمع بين أنغولا وفانواتو.

## مقارنة بين البلدين
هذه مقارنة عامة ومرجعية للدولتين:
| وجه المقارنة                                              | أنغولا           | فانواتو                                  |
| --------------------------------------------------------- | ---------------- | ---------------------------------------- |
| المساحة (كم2)                                             | 1.25 مليون       | 12.19 ألف                                |
| عدد السكان (نسمة)                                         | 29.78 مليون      | 276.24 ألف                               |
| الكثافة السكانية (ن./كم²)                                 | 23.82            | 22.66                                    |
| العاصمة                                                   | لواندا           | بورت فيلا                                |
| اللغة الرسمية                                             | اللغة البرتغالية | اللغة البسلاما، لغة فرنسية، لغة إنجليزية |
| العملة                                                    | كوانزا أنغولي    | فاتو فانواتي                             |
| الناتج المحلي الإجمالي (بليون دولار)                      | 124.21 مليار     | 862.88 مليون                             |
| الناتج المحلي الإجمالي (تعادل القوة الشرائية) بليون دولار | 184.83 مليار     | 790.76 مليون                             |
| الناتج المحلي الإجمالي الاسمي للفرد دولار أمريكي          | 4.10 ألف         | 2.81 ألف                                 |
| الناتج المحلي الإجمالي للفرد دولار أمريكي                 |                  | 3.03 ألف                                 |
| مؤشر التنمية البشرية                                      | 0.533            | 0.594                                    |
| رمز المكالمات الدولي                                      | +244             | +678                                     |
| رمز الإنترنت                                              | .ao              | .vu                                      |
| المنطقة الزمنية                                           | ت ع م+01:00      | ت ع م+11:00                              |

## منظمات دولية مشتركة
يشترك البلدان في عضوية مجموعة من المنظمات الدولية، منها:
| علم المنظمة | اسم المنظمة                                 | تاريخ انضمام أنغولا | تاريخ انضمام فانواتو |
| ----------- | ------------------------------------------- | ------------------- | -------------------- |
|             | منظمة التجارة العالمية                      | ?                   | ?                    |
|             | منظمة حظر الأسلحة الكيميائية                | ?                   | ?                    |
|             | مؤسسة التمويل الدولية                       | 19 سبتمبر 1989      | 28 سبتمبر 1981       |
|             | يونسكو                                      | 11 مارس 1977        | 10 فبراير 1994       |
|             | البنك الدولي للإنشاء والتعمير               | 19 سبتمبر 1989      | 28 سبتمبر 1981       |
|             | مؤسسة التنمية الدولية                       | 19 سبتمبر 1989      | 28 سبتمبر 1981       |
|             | الأمم المتحدة                               | 1 ديسمبر 1976       | 15 سبتمبر 1981       |
|             | مجموعة دول أفريقيا والكاريبي والمحيط الهادئ | ?                   | ?                    |
|             | وكالة ضمان الاستثمار متعدد الأطراف          | 19 سبتمبر 1989      | 27 يوليو 1988        |
|             | الاتحاد الدولي للاتصالات                    | 13 أكتوبر 1976      | 30 مارس 1988         |
|             | الاتحاد البريدي العالمي                     | ?                   | ?                    |

## وصلات خارجية
- موقع وزارة الخارجية الأنغولية